# Beta-carotene 15,15'-monoossigenasi
La beta-carotene 15,15'-monoossigenasi è un enzima appartenente alla classe delle ossidoreduttasi, che catalizza la seguente reazione:
β-carotene + O2 ⇄ 2 retinale
Richiede sali di bile e Fe(II). La reazione procede in tre momenti:
- epossidazione del doppio legame 15,15′
- idratazione del doppio legame, portando all'apertura dell'anello
- taglio ossidativo del diolo generato (si confronti con la colesterolo monoossigenasi (taglia la catena laterale), numero EC 1.14.15.6[1]).

Solo un atomo del diossigeno è incorporato nel retinale. Prima era nella categoria EC 1.13.11, perché si pensava fosse una diossigenasi.